# Ель-Бейда (аеропорт)
Аеропорт Ель-Бейда (IATA: BYD, ICAO: OYBI) — злітно-посадкова смуга, в місті Ель-Бейда, Ємен.